# Coast Mountains
De Coast Mountains is een gebergte langs de westkust van Noord-Amerika. Ze bevinden zich in het westen van de Canadese provincie Brits-Columbia en het zuidoosten van de Amerikaanse staat Alaska.
Het gebergte is ongeveer 1600 km lang en 300 km breed. De hoogste top, Mount Waddington, is 4042 meter hoog. In het zuiden en zuidoosten worden de Pacific Coast Ranges begrensd door de rivier de Fraser en het Interior Plateau. De noordwestelijke begrenzing wordt gevormd door de rivieren de Kelsall en de Tatshenshini, die de Coast Mountains scheiden van het Sint-Eliasgebergte. De Pacific Coast Ranges hebben een nat klimaat en vanwege de nabijheid van de Grote Oceaan zijn de westelijke hellingen bedekt met gematigd regenwoud. Vooral de noordelijke bergketens bevatten veel gletsjers en sneeuwvelden. Aan de oostelijke zijde gaat de situatie geleidelijk over naar het veel drogere klimaat van het Interior Plateau, of in het noorden naar de taiga van het Stikineplateau en de Skeenabergketen.